# Машиностроителей (станция метро, Екатеринбург)
«Машинострои́телей» — станция Екатеринбургского метрополитена. Расположена между станциями «Уралмаш» и «Уральская».

## История строительства
В январе 1981 года в районе станции началось перемещение инженерных и транспортных сетей, в том числе перенос трамвайных путей на пересечении проспекта Космонавтов и ул. Фронтовых Бригад. В августе 1982 года на самом длинном перегоне пускового участка между станциями «Машиностроителей» и «Уральская» началось строительство тоннелей.
В июле 1983 года трест Строймеханизация № 2 начал разработку котлована под станцию. В апреле 1985 года состоялась первая сбойка перегонных тоннелей метро (перегон к станции «Уралмаш»), а в апреле 1986 года в канун 116-й годовщины со дня рождения В. И. Ленина — сбойка второго тоннеля на перегоне до станции «Уралмаш».
В феврале 1986 года развернулись архитектурно-отделочные работы. В августе 1987 года из котлована станции проведена сложнейшая проходка под железнодорожными путями в направлении вестибюля № 1 и проходных завода имени Калинина.
В феврале 1988 года в перегонном тоннеле к станции «Уралмаш» уложены первые кубометры бетона на устройстве постоянного железнодорожного пути. В марте того же года бригада отделочников И. Торгачёва из управления Союзметроспецстрой приступила к облицовке белым коелгинским мрамором колонн подземного перрона станции.
В июне 1988 года начался монтаж первого эскалатора (до этого в Свердловске эскалаторы были только в ДК УЗТМ). В августе того же года закончили укладка путевого бетона в правом перегонном тоннеле между станциями «Уралмаш» и «Машиностроителей», на участке началось движение мотовоза по широкой колее.
В июне 1989 года начались работы по монтажу эскалаторов в вестибюле № 1 станции, тогда же закончили монтировать СТП на станции.
25 апреля 1991 года Государственной комиссией станция была принята в эксплуатацию. 26 апреля того же года состоялся первый рейс для метростроителей, 27 апреля было открыто пассажирское движение.
22 декабря 1992 года было открыто пассажирское движение до станции «Уральская».

## Оформление
Станция колонного типа с плоским горизонтальным перекрытием, перронный зал расчленён 24 колоннами, с расстоянием между ними 4,5 метра. Цокольная часть путевых стен уложена плитами чёрного лабрадорита, по центру — широкая полоса зелёного змеевика Шабровского месторождения, верхняя часть украшена коелгинским мрамором, стены украшены художественными вставками в виде барельефов, отлитых из металла. Полы выложены полированным гранитом с чётким геометрическим рисунком. Светильники и мебель сделаны на ЗиКе. Проект разработан институтом УралпромстройНИИпроект (рук. Н. А. Кудинова).
У станции два вестибюля. Северный ведёт на перекрёсток проспекта Космонавтов и ул. Фронтовых бригад (станция «Машиностроителей» вовсе не находится на одноимённой улице, на последнюю ведёт один из вестибюлей следующей станции «Уралмаш»!), а южный — на проспект Космонавтов в сторону завода имени М. И. Калинина.
В наклонных тоннелях обоих вестибюлей имеются короткие эскалаторы для подъёма (по 2 ленты с двумя светильниками на балюстрадах между ними) и обычные лестницы для спуска. У станции имеется ещё одна особенность: наклонный тоннель южного вестибюля не примыкает непосредственно к залу станции, а соединён с ним галереей.
- Интерьеры станции

## Наземный общественный транспорт
Станция имеет выходы к трём остановкам: троллейбусов, трамваев и маршрутных такси.
Таблица: маршруты общественного транспорта (данные на май 2020 года)
| Автобус | Автобус                                               | Автобус          | Автобус                |
| №       | Следует к станциям метро                              | Конечный пункт 1 | Конечный пункт 2       |
| ------- | ----------------------------------------------------- | ---------------- | ---------------------- |
| 103     | «Проспект Космонавтов», «Уралмаш», «Машиностроителей» | Педуниверситет   | Кедровое               |
| 108     | «Проспект Космонавтов», «Уралмаш», «Машиностроителей» | Педуниверситет   | Верхняя Пышма          |
| 111     | «Проспект Космонавтов», «Уралмаш», «Машиностроителей» | Педуниверситет   | Среднеуральск          |
| 134     | «Проспект Космонавтов», «Уралмаш», «Машиностроителей» | Педуниверситет   | Ольховка               |
| 161     | «Проспект Космонавтов», «Уралмаш», «Машиностроителей» | Педуниверситет   | Санаторный             |
| 223     | «Проспект Космонавтов», «Уралмаш», «Машиностроителей» | Педуниверситет   | Монастырь «Ганина Яма» |

| Трамваи       | Трамваи | Трамваи                               | Трамваи                            |
| №             | Следует к станциям метро | Конечный пункт 1                      | Конечный пункт 2                   |
| ------------- | --- | ------------------------------------- | ---------------------------------- |
| 2             | «Проспект Космонавтов», «Машиностроителей» (остановка «Педуниверситет»), «Площадь 1905 года»                                                       | улица Фрезеровщиков (временно Эльмаш) | ВИЗ                                |
| 5             | «Уралмаш», «Машиностроителей» (остановка «Педуниверситет»), «Уральская» (остановка «ЖД Вокзал»)                                                    | УЗТМ                                  | 40 лет ВЛКСМ                       |
| 5А (спецрейс) | «Уралмаш», «Машиностроителей» (остановка «Педуниверситет»)                                                                                         | УЗТМ                                  | Шарташ                             |
| 7             | «Машиностроителей» (остановка «Педуниверситет»), «Уральская» (остановка «ЖД Вокзал»)                                                               | Эльмаш                                | микрорайон 7 ключей                |
| 8             | «Уралмаш», «Машиностроителей» (остановка «Педуниверситет»),                                                                                        | улица Машиностроителей                | улица 40 лет ВЛКСМ                 |
| 14            | «Машиностроителей» (остановка «Педуниверситет»), «Геологическая» (остановка «Цирк»), «Чкаловская» (остановка «Автовокзал»)                         | Эльмаш                                | Керамическая                       |
| 16            | «Машиностроителей» (остановка «Педуниверситет»), «Чкаловская» (остановка «Автовокзал»)                                                             | Эльмаш                                | Шарташ                             |
| 17            | «Уралмаш», «Машиностроителей» (остановка «Педуниверситет»),                                                                                        | улица Машиностроителей                | Эльмаш                             |
| 22            | «Уралмаш» (остановка «улица Кузнецова»), «Машиностроителей»                                                                                        | улица Машиностроителей                | улица Машиностроителей (кольцевой) |
| 25            | «Проспект Космонавтов», «Машиностроителей» (остановка «Педуниверситет»), «Геологическая» (остановка «Цирк»), «Чкаловская» (остановка «Автовокзал») | улица Фрезеровщиков                   | Керамическая                       |

| Троллейбусы | Троллейбусы | Троллейбусы            | Троллейбусы                                        |
| №           | Следует к станциям метро | Конечный пункт 1       | Конечный пункт 2                                   |
| ----------- | --- | ---------------------- | -------------------------------------------------- |
| 3           | «Проспект Космонавтов», «Уралмаш», «Машиностроителей» (остановка «Педуниверситет»), «Уральская» (остановка «ЖД Вокзал»), «Площадь 1905 года» (остановки «Площадь Малышева» и «Рубин»), | улица Коммунистическая | улица Крауля                                       |
| 5           | «Проспект Космонавтов», «Уралмаш», «Машиностроителей» (остановка «Педуниверситет»), «Уральская» (остановка «ЖД Вокзал»)                                                                | улица Коммунистическая | Центральный Парк Культуры и Отдыха им. Маяковского |
| 29          | «Уралмаш», «Машиностроителей» (остановка «Педуниверситет») | УЗТМ                   | УЗТМ (кольцевой)                                   |
| 32          | «Проспект Космонавтов», «Уралмаш», «Машиностроителей» (остановка «Педуниверситет») | улица Коммунистическая | Академическая                                      |
| 33          | «Машиностроителей» (остановка «Педуниверситет») | Педуниверситет         | улица Коммунистическая                             |